# Верхній гортанний нерв
Верхній гортанний нерв (лат. n. laryngeus superior) — це нерв, що містить рухові та чутливі волокна (змішаний) та бере участь в іннервації структур гортані. Верхній гортанний нерв відходить від блукаючого нерва.

## Топографія
Верхній гортанний нерв відходить в ділянці нижнього відділу вузла блукаючого нерва (ganglion nodosum n. vagi). Доходячи до ділянки задньої поверхні великого рогу під'язикової кістки верхній гортанний нерв розгалужується та дає початок двом гілкам:
- Зовнішній гортанний нерв (ramus externus nervi laryngei superioris) — руховий нерв, що іннервує перстнещитоподібний м'яз;
- Внутрішній гортанний нерв (ramus internus nervi laryngei superioris) - чутливий нерв, що інервує слизову оболонку гортані.